# Viola pacifica
Viola pacifica är en violväxtart som beskrevs av Sergei Vasilievich Juzepczuk. Viola pacifica ingår i släktet violer, och familjen violväxter. Inga underarter finns listade i Catalogue of Life.